# Thespis bicolor
Thespis bicolor är en bönsyrseart som beskrevs av Lucien Chopard 1913. Thespis bicolor ingår i släktet Thespis och familjen Thespidae. Inga underarter finns listade i Catalogue of Life.